# K·J·阿帕
肯奈迪·詹姆斯·費茲傑洛德·“K·J”·阿帕（英語：Keneti James Fitzgerald "KJ" Apa，1997年6月17日—），是一名紐西蘭男演員。2017年，於The CW電視劇《河谷鎮》中飾演“亞契·安德魯斯”而出名。

## 個人生活
阿帕出生於紐西蘭奧克蘭，他的父親肯奈迪·阿帕（Keneti Apa）是薩摩亞族族長，母親名為泰莎（Tessa），原姓卡蘭德（Callander），她有兩個姊姊阿莉亞塔（Arieta）與堤蜜娜（Timēna）。
阿帕在展開演藝生活前，就讀於奧克蘭國王學院，而他擁有彈吉他與鋼琴的技能。

## 演藝生涯
阿帕的出道作品是紐西蘭的黃金時段肥皂劇《肖特蘭街》。2015年，阿帕加入美國電影《為了與你相遇》的演出陣容。2016年時，他在長達四個月的全球選角中脫穎而出，成為The CW新影集《河谷鎮》男主角亞契·安德魯斯的飾演者。

## 作品

### 電影
| 年份   | 作品               | 角色                  | 備註 |
| ------ | ------------------ | --------------------- | ---- |
| 2017年 | 為了與你相遇       | 伊森·蒙哥馬利（青年） |      |
| 2018年 | 你給的仇恨         | Chris                 |      |
| 2019年 | 純夏時光           | Griffin Hourigan      |      |
| 2020年 | 依然相信           | 杰里米·坎普           |      |
| 2020年 | 末世戰疫：鳴鳥檔案 | Nico                  |      |

### 電視
| 年份          | 作品         | 角色          | 備註 |
| ------------- | ------------ | ------------- | ---- |
| 2013年–2015年 | 肖特蘭街     | 凱恩·傑金斯   | 46集 |
| 2016年        | 荒島驚魂（The Cul De Sac） | 傑克          | 6集  |
| 2017年–2023   | 河谷鎮       | 亞契·安德魯斯 | 主演 |

## 獎項
| 年度 | 大獎         | 獎項                          | 作品   | 結果 |
| ---- | ------------ | ----------------------------- | ------ | ---- |
| 2017 | 土星獎       | 電視影集最佳年輕演員獎        | 河谷鎮 | 提名 |
| 2017 | 青少年選擇獎 | 電視選擇獎：表現突出明星      | 河谷鎮 | 提名 |
| 2018 | 土星獎       | 電視影集最佳年輕演員獎        | 河谷鎮 | 提名 |
| 2018 | MTV影視大獎  | 最佳接吻獎（與卡蜜拉·曼德斯） | 河谷鎮 | 提名 |

## 外部連結
- K·J·阿帕在互联网电影资料库（IMDb）上的資料（英文）
- K·J·阿帕的X（前Twitter）
- K·J·阿帕的Instagram帳戶